# アッティリオ・アリオスティ

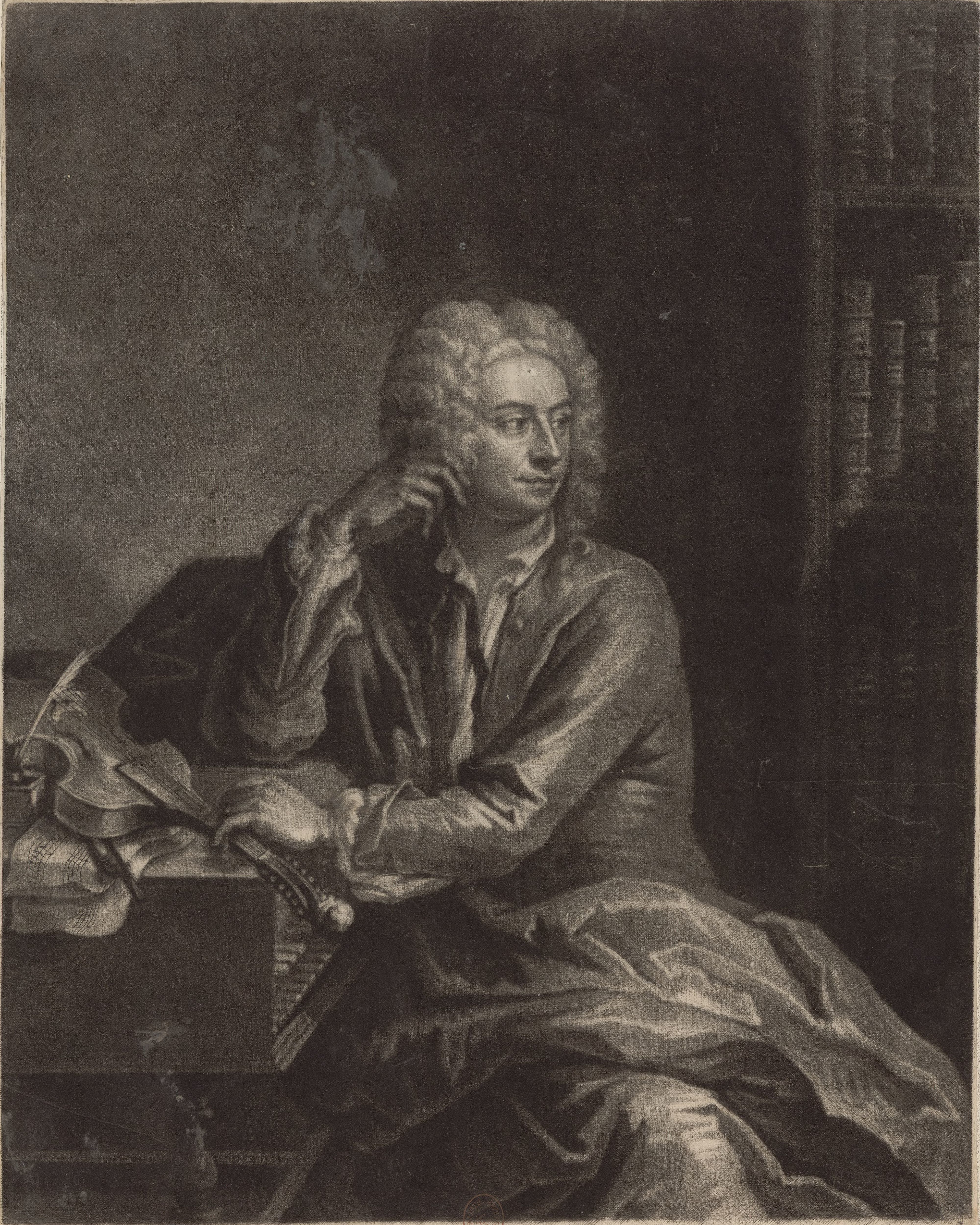
ヴィオラ・ダモーレを手にした肖像

アッティリオ・マラキア・アリオスティ（Attilio Malachia Ariosti、1666年11月5日 - 1729年）は、イタリアの作曲家。現在ではほとんど忘れられているが、1720年代のロンドンでヘンデルやボノンチーニと並んでオペラ作曲家として活動した。ヴィオラ・ダモーレの独奏曲の作曲でも知られる。

## 生涯
アリオスティはボローニャに生まれた。1688年に聖母のしもべ会の修道士となり、オッターヴィオという名を名乗った。アリオスティは教会のオルガニストをつとめた。1693年にはモデナでオラトリオ『受難』(La Passione)を上演した。1695年にはヴァイオリンとチェロのための室内ディヴェルティメント集を出版している。1696年にはマントヴァ公爵カルロ4世に仕えた。1697年にヴェネツィア・カーニバルのためのオペラを作曲し、さらにベルリン、ウィーンでも活動した。ベルリンではゾフィー・シャルロッテの気に入られ、ウィーンでは皇帝ヨーゼフ1世の寵愛を受けた。ウィーンでは作曲家としてよりもむしろ外交官として働いた。
アリオスティはベルリン時代の1700年のオペラ『アティス』(Atys, o L'inganno vinto della costanza)中の地獄のシンフォニア(Sinfonia infernale)で名声を得たものの、当時の作曲家としては寡作であり、内容も全般的に平凡だった。
1711年にヨーゼフ1世が没した後のアリオスティの足取りは不明だが、アリオスティの友人であったライプニッツによるとアンジュー公（のちのルイ15世）に高給で雇われたという。
1716年にヘンデルのオペラ『ゴールのアマディージ』にヴィオラ・ダモーレのソロ奏者としてロンドン・デビューしている。翌1717年にはオペラ『ティト・マンリオ』(Tito Manlio)をヘイマーケットの国王劇場で上演している。その後1723年までほとんど作曲活動を行っていないが、1720年からパリを訪れており、再び外交活動で忙しかった可能性がある。
1720年になるとオペラ興業会社である王立音楽アカデミーが活動を開始するが、アリオスティはやや遅れて1722-1723年のシーズンから参加し、ここで7本のオペラを作曲している。
- コリオラーノ Caio Marzio Coriolano (1723)
- ヴェスパシアーノ Vespasiano (1724)
- アルタセルセ Artaserse (1724)
- 執政官アクイリオ Aquilio Consolo (1724)
- ダリオ Dario (1725)
- ルーチョ・ヴェーロ Lucio Vero (1727)
- テウッツォーネ Teuzzone (1727)

『コリオラーノ』はタイトルロールをセネジーノ、ヒロインのヴォルムニアをロンドン・デビュー間もないフランチェスカ・クッツォーニが演じて成功し、当時の聴衆は熱狂した。次作『ヴェスパシアーノ』は9回上演されたが聴衆の期待はずれだった。残りの作品については断片のみが伝わる。
アカデミーの487回の公演のうち、245回がヘンデル、108回がボノンチーニ、55回がアリオスティ、79回がその他の作曲家の作品またはパスティッチョだった。
その後アリオスティは貧窮し、1729年の夏に没した。
アリオスティは生涯に約25曲のオペラ、5曲のオラトリオ、および多数のカンタータを書いたが、現在もっともよく知られるのは弦楽器のための独奏曲であり、とくにヴィオラ・ダモーレと通奏低音のための6曲のレツィオーニ（1724年出版）が知られる。アリオスティによるヴィオラ・ダモーレを使った曲には21曲のソナタないしレツィオーネ、カンタータ「Pur al fin gentil viola」、およびウィーン時代の1707年のオペラ『Marte placato』のアリア「Sa il destin'」があり、最後のものを除いてロンドン時代に書かれたと考えられる。出版された6曲以外の15曲のソナタはスウェーデンの作曲家ユーハン・ヘルミク・ルーマンによる筆写譜がストックホルムで発見され、「ストックホルム・ソナタ」と呼ばれている。